# فرودگاه مالانجه
فرودگاه مالانجه (به انگلیسی: Malanje Airport) (به زبان بومی: Malange Airport) یک فرودگاه همگانی با کد یاتا MEG است که یک باند فرود آسفالت دارد و طول باند آن ۲۲۲۰ متر است. این فرودگاه در کشور آنگولا قرار دارد و در ارتفاع ۱۱۷۹ متری از سطح دریا واقع شده است.